# Szarogłówka jarzębata
Szarogłówka jarzębata (Coccopygia melanotis bocagei) – podgatunek szarogłówki czarnolicej lub odrębny gatunek ptaka z podrodziny astryldów (Estrildinae) w rodzinie astryldowatych (Estrildidae). Endemit Angoli.

## Występowanie
Szarogłówka jarzębata to endemiczny gatunek występujący jedynie w zachodniej części Angoli. Zakłada gniazda na wysokości do 2400 m n.p.m. Preferuje zarośla oraz tereny trawiaste. Zasięg występowania szacowany jest na około 151 tys. km².

## Morfologia
Osiąga do 10 cm długości. Ich brzuch jest żółty, pierś szarawa, grzbiet oliwkowozielony, drobno prążkowany, kuper i pokrywy nadogonowe szkarłatne, a ogon czarny. Występuje dymorfizm płciowy, samce mają czarną plamę na gardle, zaś samice gardło i podbródek mają białe.

## Status
W Czerwonej księdze gatunków zagrożonych IUCN szarogłówka jarzębata jest uznawana za gatunek najmniejszej troski (LC, ang. Least Concern). Liczebność populacji nie została oszacowana, ale gatunek ten opisywany jest jako pospolity lub lokalnie pospolity. Ze względu na brak dowodów na spadki liczebności bądź istotne zagrożenia dla gatunku BirdLife International ocenia trend liczebności populacji jako prawdopodobnie stabilny.